# Курочка Ряба (фильм)
«Ку́рочка Ря́ба» — российско-французский художественный фильм 1994 года режиссёра Андрея Кончаловского. Продолжение картины «История Аси Клячиной, которая любила, да не вышла замуж».

## Сюжет
Со времени событий картины «История Аси Клячиной…» прошло 30 лет. Действие происходит в первой половине 1990-х годов в российской глубинке (съёмки проходили в селе Безводное Кстовского района Нижегородской области, жителям которого в титрах выражена благодарность).
В картине в лубочной и фантасмагорической манере показана противоречивая жизнь деревни. Ася — чудаковатая деревенская женщина, воспитанная на идеалах развитого социализма. Выпив самогона, Ася начинает беседовать со своей курицей. Именно курица Аси Клячиной становится главной героиней фильма. Она сносит золотое яичко, и вокруг него закипают страсти.
Рядом с разваливающимся хозяйством Аси процветает хозяйство соседа-фермера. Его дом и лесопилка — преуспевающий островок капитализма среди полусонного и нищего существования деревни. Там кипит работа — люди трудятся как проклятые и круглые сутки зарабатывают деньги. Фермеру давно нравится Ася, но людям с такими разными взглядами не начать совместную семейную жизнь.

## В ролях
| Актёр               | Роль                                  |
| ------------------- | ------------------------------------- |
| Инна Чурикова       | Ася Клячина                           |
| Виктор Михайлов     | Василий Никитич, председатель колхоза |
| Александр Сурин     | Степан, бывший муж Аси                |
| Геннадий Егорычев   | Чиркунов, фермер                      |
| Геннадий Назаров    | Серёжа, бандит, сын Аси и Степана     |
| Михаил Кононов      | отец Никодим                          |
| Любовь Соколова     | Мария, соседка Аси                    |
| Александр Числов    | секретарь в колхозе                   |
| Михаил Богдасаров   | перекупщик на колхозном рынке         |
| Владимир Ляховицкий | покупатель яиц                        |

В картине заняты непрофессиональные актёры, жители российской деревни Безводное.

## Съёмочная группа
- Режиссёр: Андрей Кончаловский

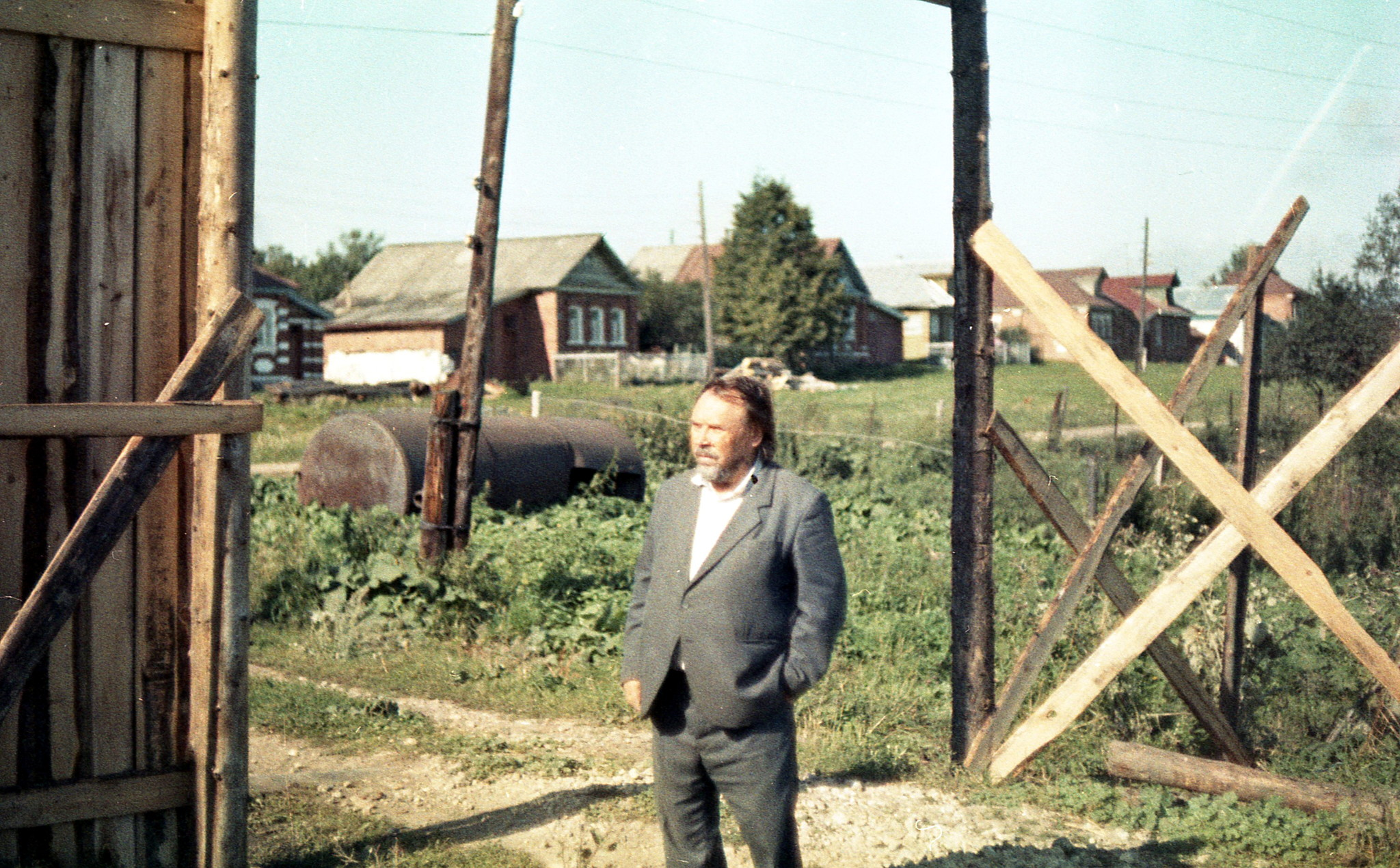
Художник Л. М. Платов на съёмках «Курочки Рябы» в с. Безводное

- Сценаристы: Андрей Кончаловский, Виктор Мережко
- Оператор: Евгений Гуслинский
- Композитор: Борис Базуров
- Художники: Леонид Платов, Андрей Платов
- Продюсеры: Сергей Баев, Николай Гаро

## Награды
- КФ «Киношок-1994» (Анапа). Большой приз жюри режиссёру (А. Кончаловский) и актёрам (Г. Егорычев и А. Сурин) «За верность теме и за движение художественного сознания»
- Фильм-участник основного конкурсного показа Каннского кинофестиваля (1994).
- Номинация на приз Киноакадемии «Ника-1994» в категориях «Лучший игровой фильм» и «Лучшая женская роль» (И. Чурикова).